# Associação Amigos do Vôlei 2021-2022
Questa voce raccoglie le informazioni riguardanti l'Associação Amigos do Vôlei nella stagione 2021-2022.

## Stagione
L'Associação Amigos do Vôlei utilizza la denominazione sponsorizzata Farma Conde Vôlei - São José nella stagione 2021-22.
Partecipa al suo quarto campionato di Superliga Série A (il primo con la nuova denominazione Associação Amigos do Vôlei, adottata dopo il trasferimento a São José dos Campos), ottenendo un settimo posto in stagione regolare: ai play-off scudetto viene eliminato dal Sada ai quarti di finale, chiudendo con un settimo posto finale.
Qualificato in Coppa del Brasile, esce di scena ai quarti di finale senza poter scendere in campo, costretto a ritirarsi a causa di alcune positività al Covid-19 all'interno del gruppo squadra.
In ambito statale disputa il Campionato Paulista, dove viene eliminato nel corso delle semifinali dall'Índios Guarus, chiudendo con un terzo posto finale.

## Organigramma societario
Area direttiva
- Presidente: Ary de Almeida Godoy Neto
- Team manager: Ricardo Navajas

Area tecnica
- Allenatore: Pedro Uehara

## Rosa
| N° | Nome                | Ruolo | Data di nascita  | Nazionalità sportiva |
| -- | ------------------- | ----- | ---------------- | -------------------- |
| 1  | Anderson Júnior     | S     | 15 dicembre 1997 | Brasile              |
| 2  | Gabriel Scheffer    | S     | 10 agosto 2001   | Brasile              |
| 3  | Tiago Wesz          | S     | 12 febbraio 1989 | Brasile              |
| 4  | Marlon Yared        | P     | 27 luglio 1977   | Brasile              |
| 5  | Gabriel Armanelli   | O     | 2 gennaio 2000   | Brasile              |
| 6  | Mateus Winck        | P     | 31 gennaio 1998  | Brasile              |
| 7  | Felipe Cundiev      | L     | 26 febbraio 1999 | Brasile              |
| 8  | Willian Doardo      | S     | 22 aprile 1997   | Brasile              |
| 9  | Thierry Jaguszewski | S     | 8 novembre 2000  | Brasile              |
| 10 | João Noleto         | S     | 25 maggio 2000   | Brasile              |
| 11 | Johan Marengoni     | C     | 10 gennaio 1995  | Brasile              |
| 12 | Leandro de Oliveira | C     | 9 febbraio 2001  | Brasile              |
| 13 | Gabriel Bieler      | P     | 15 ottobre 2002  | Brasile              |
| 14 | Renan Buiatti       | O     | 10 gennaio 1990  | Brasile              |
| 15 | Ian da Costa        | C     | 5 febbraio 2002  | Brasile              |
| 16 | Thales Falcão       | C     | 24 dicembre 1995 | Brasile              |
| 17 | Gustavo Cardoso     | P     | 28 giugno 2003   | Brasile              |
| 18 | Fábio Paes          | L     | 15 marzo 1985    | Brasile              |
| 19 | Vitor Florindo      | C     | 23 gennaio 1997  | Brasile              |
| 20 | Wallaf Oliveira     | O     | 14 gennaio 1998  | Brasile              |

## Statistiche

### Statistiche di squadra
| Competizione      | Punti | In casa | In casa | In casa | In trasferta | In trasferta | In trasferta | Totale | Totale | Totale |
| Competizione      | Punti | G       | V       | P       | G            | V            | P            | G      | V      | P      |
| ----------------- | ----- | ------- | ------- | ------- | ------------ | ------------ | ------------ | ------ | ------ | ------ |
| Superliga Série A | 32    | 12      | 5       | 7       | 12           | 5            | 7            | 24     | 10     | 14     |
| Coppa del Brasile | -     | 0       | 0       | 0       | 1            | 0            | 1            | 1      | 0      | 1      |
| Totale            | -     | 12      | 5       | 7       | 13           | 5            | 8            | 25     | 10     | 15     |

### Statistiche dei giocatori
| Giocatore      | Superliga Série A | Superliga Série A | Superliga Série A | Superliga Série A | Superliga Série A |
| Giocatore      | P                 | PT                | AV                | MV                | BV                |
| -------------- | ----------------- | ----------------- | ----------------- | ----------------- | ----------------- |
| G. Armanelli   | 7                 | 4                 | 4                 | 0                 | 0                 |
| G. Bieler      | 12                | 7                 | 2                 | 3                 | 2                 |
| R. Buiatti     | 24                | 389               | 358               | 19                | 12                |
| G. Cardoso     | 0                 | 0                 | 0                 | 0                 | 0                 |
| F. Cundiev     | 23                | 0                 | 0                 | 0                 | 0                 |
| I. da Costa    | 1                 | 0                 | 0                 | 0                 | 0                 |
| L. de Oliveira | 9                 | 3                 | 2                 | 0                 | 1                 |
| W. Doardo      | 7                 | 102               | 85                | 7                 | 10                |
| T. Falcão      | 24                | 214               | 167               | 41                | 6                 |
| V. Florindo    | 10                | 21                | 12                | 9                 | 0                 |
| T. Jaguszewski | 19                | 118               | 101               | 12                | 5                 |
| A. Júnior      | 4                 | 0                 | 0                 | 0                 | 0                 |
| J. Marengoni   | 23                | 179               | 112               | 57                | 10                |
| J. Noleto      | 17                | 75                | 64                | 4                 | 7                 |
| W. Oliveira    | 18                | 69                | 57                | 10                | 2                 |
| F. Paes        | 12                | 0                 | 0                 | 0                 | 0                 |
| G. Scheffer    | 9                 | 24                | 20                | 2                 | 2                 |
| T. Wesz        | 23                | 167               | 136               | 19                | 12                |
| M. Winck       | 14                | 12                | 7                 | 3                 | 2                 |
| M. Yared       | 18                | 18                | 6                 | 7                 | 5                 |

P = presenze; PT = punti totali; AV = attacchi vincenti; MV = muri vincenti; BV = battute vincenti

NB: Non sono disponibili i dati relativi alla Coppa del Brasile e, di conseguenza, quelli totali.